# Premi e candidature per The Good Wife
Segue la lista dei premi e candidature ricevuti dalla serie televisiva statunitense The Good Wife.

## Per cerimonia
Emmy Awards 
| Anno | Categoria                                             | Nomination                                              | Risultato       |
| ---- | ----------------------------------------------------- | ------------------------------------------------------- | --------------- |
| 2010 | Outstanding Drama Series                              | The Good Wife                                           | Candidato/a     |
| 2010 | Outstanding Lead Actress in a Drama Series            | Julianna Margulies                                      | Candidato/a     |
| 2010 | Outstanding Supporting Actress in a Drama Series      | Christine Baranski (Diane Lockhart)                     | Candidato/a     |
| 2010 | Outstanding Supporting Actress in a Drama Series      | Archie Panjabi (Kalinda Sharma)                         | Vincitore/trice |
| 2010 | Outstanding Guest Actor in a Drama Series             | Dylan Baker (Colin Sweeney)                             | Candidato/a     |
| 2010 | Outstanding Guest Actor in a Drama Series             | Alan Cumming (Eli Gold)                                 | Candidato/a     |
| 2010 | Outstanding Writing for a Drama Series                | Robert King e Michelle King                             | Candidato/a     |
| 2010 | Outstanding Casting for a Drama Series                | Mark Saks                                               | Candidato/a     |
| 2010 | Outstanding Costumes for a Series                     | Jennifer Rogien Faletti Daniele Hollywood Daniel Lawson | Candidato/a     |
| 2011 | Outstanding Drama Series                              | The Good Wife                                           | Candidato/a     |
| 2011 | Outstanding Lead Actress in a Drama Series            | Julianna Margulies (Alicia Florrick)                    | Vincitore/trice |
| 2011 | Outstanding Supporting Actor in a Drama Series        | Josh Charles (Will Gardner)                             | Candidato/a     |
| 2011 | Outstanding Supporting Actor in a Drama Series        | Alan Cumming (Eli Gold)                                 | Candidato/a     |
| 2011 | Outstanding Supporting Actress in a Drama Series      | Christine Baranski (Diane Lockhart)                     | Candidato/a     |
| 2011 | Outstanding Supporting Actress in a Drama Series      | Archie Panjabi (Kalinda Sharm)                          | Candidato/a     |
| 2011 | Outstanding Guest Actor in a Drama Series             | Michael J. Fox (Louis Canning)                          | Candidato/a     |
| 2011 | Outstanding Casting for a Drama Series                | Mark Saks                                               | Candidato/a     |
| 2011 | Outstanding Cinematography for a Single-Camera Series | Fred Murphy                                             | Candidato/a     |
| 2012 | Outstanding Lead Actress in a Drama Series            | Julianna Margulies (Alicia Florrick)                    | Candidato/a     |
| 2012 | Outstanding Supporting Actress in a Drama Series      | Christine Baranski (Diane Lockhart)                     | Candidato/a     |
| 2012 | Outstanding Supporting Actress in a Drama Series      | Archie Panjabi (Kalinda Sharma)                         | Candidato/a     |
| 2012 | Outstanding Guest Actor in a Drama Series             | Dylan Baker (Colin Sweeney)                             | Candidato/a     |
| 2012 | Outstanding Guest Actor in a Drama Series             | Michael J. Fox (Louis Canning)                          | Candidato/a     |
| 2012 | Outstanding Guest Actress in a Drama Series           | Martha Plimpton                                         | Vincitore/trice |
| 2012 | Outstanding Casting for a Drama Series                | Mark Saks                                               | Candidato/a     |
| 2013 | Outstanding Supporting Actress in a Drama Series      | Christine Baranski (Diane Lockhart)                     | Candidato/a     |
| 2013 | Outstanding Guest Actress in a Drama Series           | Carrie Preston (Elsbeth Tascioni)                       | Vincitore/trice |
| 2013 | Outstanding Guest Actor in a Drama Series             | Michael J. Fox (Louis Canning)                          | Candidato/a     |
| 2013 | Outstanding Guest Actor in a Drama Series             | Nathan Lane (Clarke Hayden)                             | Candidato/a     |
| 2013 | Outstanding Casting for a Drama Series                | Mark Saks                                               | Candidato/a     |
| 2014 | Outstanding Lead Actress in a Drama Series            | Julianna Margulies (Alicia Florrick)                    | Vincitore/trice |
| 2014 | Outstanding Supporting Actor in a Drama Series        | Josh Charles (as Will Gardner)                          | Candidato/a     |
| 2014 | Outstanding Supporting Actress in a Drama Series      | Christine Baranski (Diane Lockhart)                     | Candidato/a     |
| 2014 | Outstanding Guest Actor in a Drama Series             | Dylan Baker (Colin Sweeney)                             | Candidato/a     |
| 2014 | Outstanding Casting for a Drama Series                | Mark Saks                                               | Candidato/a     |

Golden Globe
| Anno | Categoria                                                | Nomination         | Risultato       |
| ---- | -------------------------------------------------------- | ------------------ | --------------- |
| 2009 | Best Actress in a Television Series – Drama              | Julianna Margulies | Vincitore/trice |
| 2010 | Best Television Series – Drama                           | The Good Wife      | Candidato/a     |
| 2010 | Best Actress in a Television Series – Drama              | Julianna Margulies | Candidato/a     |
| 2010 | Best Supporting Actor - Series, Miniseries or TV Film    | Chris Noth         | Candidato/a     |
| 2011 | Best Actress in a Television Series – Drama              | Julianna Margulies | Candidato/a     |
| 2012 | Best Actress in a Television Series – Drama              | Julianna Margulies | Candidato/a     |
| 2012 | Best Supporting Actress - Series, Mini-series or TV Film | Archie Panjabi     | Candidato/a     |
| 2013 | Best Television Series – Drama                           | The Good Wife      | Candidato/a     |
| 2013 | Best Actress in a Television Series – Drama              | Julianna Margulies | Candidato/a     |
| 2013 | Best Supporting Actor - Series, Miniseries or TV Film    | Josh Charles       | Candidato/a     |

Peabody Awards
| Anno | Categoria | Nomination | Risultato       |
| ---- | --------- | ---------- | --------------- |
| 2010 |           |            | Vincitore/trice |

People's Choice Awards
| Anno | Categoria                 | Nomination         | Risultato       |
| ---- | ------------------------- | ------------------ | --------------- |
| 2010 | Favorite Network TV Drama | The Good Wife      | Candidato/a     |
| 2010 | Favorite TV Drama Actress | Julianna Margulies | Candidato/a     |
| 2012 | Favorite Network TV Drama | The Good Wife      | Candidato/a     |
| 2012 | Favorite TV Guest Star    | Michael J. Fox     | Candidato/a     |
| 2014 | Favorite Network TV Drama | The Good Wife      | Vincitore/trice |
| 2014 | Favorite TV Drama Actress | Julianna Margulies | Candidato/a     |
| 2014 | Favorite TV Drama Actor   | Josh Charles       | Vincitore/trice |

Satellite Awards
| Anno | Categoria                                                  | Nomination         | Risultato   |
| ---- | ---------------------------------------------------------- | ------------------ | ----------- |
| 2009 | Best Television Drama Series                               | The Good Wife      | Candidato/a |
| 2009 | Best Actress in a Television Series - Drama                | Julianna Margulies | Candidato/a |
| 2010 | Best Television Drama Series                               | The Good Wife      | Candidato/a |
| 2010 | Best Actor in a Television Series - Drama                  | Josh Charles       | Candidato/a |
| 2010 | Best Actress in a Television Series - Drama                | Julianna Margulies | Candidato/a |
| 2010 | Best Supporting Actor in a Series, Miniseries or TV Film   | Alan Cumming       | Candidato/a |
| 2010 | Best Supporting Actress in a Series, Miniseries or TV Film | Archie Panjabi     | Candidato/a |
| 2011 | Best Actress in a Television Series - Drama                | Julianna Margulies | Candidato/a |
| 2012 | Best Television Drama Series                               | The Good Wife      | Candidato/a |
| 2012 | Best Actress in a Television Series - Drama                | Julianna Margulies | Candidato/a |

Screen Actors Guild Awards
| Anno | Categoria                                                   | Nomination                                               | Risultato       |
| ---- | ----------------------------------------------------------- | -------------------------------------------------------- | --------------- |
| 2010 | Outstanding Performance by an Ensemble in a Drama Series    | Outstanding Performance by an Ensemble in a Drama Series | Candidato/a     |
| 2010 | Outstanding Performance by a Female Actor in a Drama Series | Julianna Margulies                                       | Vincitore/trice |
| 2011 | Outstanding Performance by a Female Actor in a Drama Series | Julianna Margulies                                       | Vincitore/trice |
| 2011 | Outstanding Performance by an Ensemble in a Drama Series    | Outstanding Performance by an Ensemble in a Drama Series | Candidato/a     |
| 2012 | Outstanding Performance by a Female Actor in a Drama Series | Julianna Margulies                                       | Candidato/a     |

Television Critics Association Awards
| Anno | Categoria                        | Nomination         | Risultato       |
| ---- | -------------------------------- | ------------------ | --------------- |
| 2010 | Outstanding New Program          | The Good Wife      | Candidato/a     |
| 2010 | Outstanding Achievement in Drama | Julianna Margulies | Candidato/a     |
| 2010 | Individual Achievement in Drama  | Julianna Margulies | Vincitore/trice |
| 2011 | Outstanding Achievement in Drama |                    | Candidato/a     |
| 2011 | Individual Achievement in Drama  | Julianna Margulies | Candidato/a     |
| 2014 | Outstanding Achievement in Drama | Julianna Margulies | Vincitore/trice |

Critics' Choice Television Awards
| Anno | Categoria                     | Nomination         | Risultato       |
| ---- | ----------------------------- | ------------------ | --------------- |
| 2011 | Best Drama Series             | The Good Wife      | Candidato/a     |
| 2011 | Best Drama Actress            | Julianna Margulies | Vincitore/trice |
| 2011 | Best Drama Supporting Actor   | Alan Cumming       | Candidato/a     |
| 2011 | Best Drama Supporting Actress | Archie Panjabi     | Candidato/a     |
| 2012 | Best Drama Series             | The Good Wife      | Candidato/a     |
| 2012 | Best Drama Actress            | Julianna Margulies | Candidato/a     |
| 2012 | Best Drama Supporting Actress | Christine Baranski | Candidato/a     |
| 2012 | Best Drama Guest Performer    | Carrie Preston     | Candidato/a     |
| 2013 | Best Drama Series             | The Good Wife      | Candidato/a     |
| 2013 | Best Drama Actress            | Julianna Margulies | Candidato/a     |
| 2013 | Best Drama Guest Performer    | Martha Plimpton    | Candidato/a     |
| 2013 | Best Drama Guest Performer    | Carrie Preston     | Candidato/a     |
| 2014 | Best Drama Series             | The Good Wife      | Candidato/a     |
| 2014 | Best Drama Actress            | Julianna Margulies | Candidato/a     |
| 2014 | Best Drama Supporting Actor   | Josh Charles       | Candidato/a     |
| 2014 | Best Drama Supporting Actress | Christine Baranski | Candidato/a     |
| 2014 | Best Drama Guest Performer    | Carrie Preston     | Candidato/a     |

Writers Guild of America Awards
| Anno | Categoria                     | Nomination    | Risultato   |
| ---- | ----------------------------- | ------------- | ----------- |
| 2009 | Best Screenplay - New Series  | The Good Wife | Candidato/a |
| 2010 | Best Writing for Drama Series | "Boom"        | Candidato/a |

Young Artist Awards
| Anno | Categoria                                                  | Nomination      | Risultato   |
| ---- | ---------------------------------------------------------- | --------------- | ----------- |
| 2010 | Best Performance in a TV Series - Recurring Young Actress  | Makenzie Vega   | Candidato/a |
| 2011 | Best Performance in a TV Series - Supporting Young Actress | Makenzie Vega   | Candidato/a |
| 2011 | Best Performance in a TV Series - Supporting Young Actor   | Graham Phillips | Candidato/a |

## Altri premi e nomination
| Anno | Risultati  | Premio                            | Categoria                                                           | Nomination                                           |
| ---- | ---------- | --------------------------------- | ------------------------------------------------------------------- | ---------------------------------------------------- |
| 2012 | Vinto      | AFI Awards                        | TV Program of the Year                                              | The Good Wife                                        |
| 2012 | Nomination | American Cinema Editors Awards    | Best Edited One-Hour Series for Commercial Television               | Hibah Frisina per l'episodio Gioco al ribasso (2.13) |
| 2012 | Vinto      | Casting Society of America Awards | Outstanding Achievement in Casting - Television Series - Drama      | Mark Saks and John E. Andrews                        |
| 2011 | Vinto      | Casting Society of America Awards | Outstanding Achievement in Casting - Television Series - Drama      | Mark Saks                                            |
| 2010 | Vinto      | Casting Society of America Awards | Outstanding Achievement in Casting - Television Series - Drama      | Mark Saks                                            |
| 2010 | Vinto      | Casting Society of America Awards | Outstanding Achievement in Casting - Television Series Pilot- Drama | Mark Saks e Michelle Allen                           |
| 2015 | Nomination | Dorian Awards                     | Serie, miniserie o film tv drammatico dell'anno                     | The Good Wife                                        |
| 2015 | Nomination | Dorian Awards                     | Attrice televisiva dell'anno                                        | Julianna Margulies                                   |
| 2012 | Nomination | Dorian Awards                     | Serie, miniserie o film tv drammatico dell'anno                     | The Good Wife                                        |
| 2011 | Vinto      | Dorian Awards                     | Serie, miniserie o film tv drammatico dell'anno                     | The Good Wife                                        |
| 2011 | Nomination | Dorian Awards                     | Performance dell'anno di genere drammatico                          | Julianna Margulies                                   |
| 2011 | Nomination | Environmental Media Awards        | Television Episodic- Drama                                          | The Good Wife                                        |
| 2011 | Vinto      | Humanitas Awards                  | Humanitas Prize - 60 Minute Category                                | The Good Wife                                        |
| 2013 | Nomination | Image Awards                      | Outstanding Supporting Actress in a Drama Series                    | Archie Panjabi                                       |
| 2012 | Vinto      | Image Awards                      | Outstanding Supporting Actress in a Drama Series                    | Archie Panjabi                                       |
| 2012 | Nomination | Image Awards                      | Outstanding Drama Series                                            | The Good Wife                                        |
| 2012 | Nomination | Producers Guild of America Awards | Outstanding Drama Series                                            | The Good Wife                                        |
| 2012 | Nomination | PRISM Awards                      | Drama Series Episode - Substance Use                                | Per l'episodio Overdose (1.12)                       |